# Glocken- und Kunstgießerei Rincker
Die Glocken- und Kunstgießerei Rincker im hessischen Sinn ist eine der ältesten bestehenden Glockengießereien. Sie befindet sich seit dem 17. Jahrhundert in Familienbesitz und zählt zu den bedeutenden Glockengießereien Europas.

## Geschichte

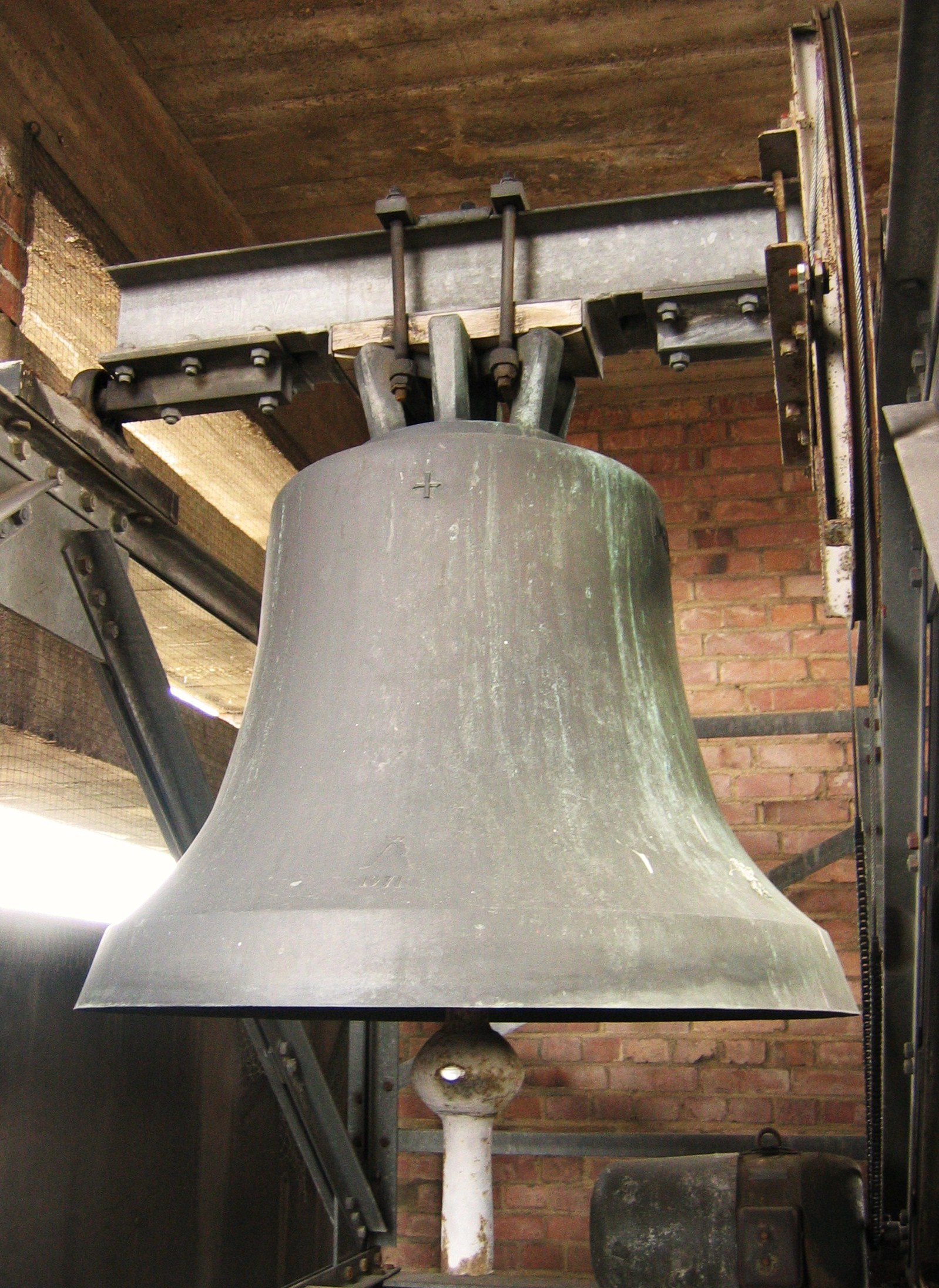
Rincker-Glocke von 1971 mit Gießerzeichen auf dem Wolm

Die Anfänge der Gießerei sind schwer auszumachen. Auch die 1960 von dem Unternehmen selbst in Auftrag gegebene Firmengeschichte kommt zu keinem klaren Ergebnis, da ein solches am Fehlen jeglicher Unterlagen scheitert.
Ende des 16. Jahrhunderts entstand die Berufsbezeichnung des Rotgießers, genannt Ringe, woraus sich der Name Rincker ableitet. Zwar ist für das Jahr 1596 eine Steuerzahlung für einen Hans Rincker bezeugt, nicht aber eine Tätigkeit als Glockengießer oder eine Glocke. Die für das Jahr 1590 vermutete einzige Glocke in Netphen gehört nach neueren Erkenntnissen eindeutig in das Werk des Frankfurter Meisters Laux Rucker, für den mehr als 10 Glocken nachgewiesen werden können. Auch stimmen die Namen der vier Söhne des Hans Rincker nicht mit denen der späteren Gießer überein. Somit lässt sich erst eine 1683 für Ober-Hörgern durch Johann Jakob Rincker in Aßlar gefertigte Glocke als erste mit diesem Familiennamen aufführen. Diese goss er zusammen mit Antonius Fei, der auch mit dem ebenfalls in Aßlar ansässigen Gießer Dilman Schmid zusammenarbeitete. Johann Jakob Rincker hat bis zu seinem Tode 1744 zahlreiche Glocken gegossen. Sein Sohn Wilhelm Anton Rincker wurde 1692 in Aßlar geboren und galt als bedeutender Meister der Familie, da er früh als Wandergießer tätig war und dabei einen großen Wirkungsradius hatte. Sein Sohn Friedrich Moritz ließ sich 1755 in Osnabrück nieder; dieses Werk bestand jedoch nur bis etwa 1800, da es keine Nachfolger gab. Die Gießerei in Aßlar blieb erhalten. Von dort aus gründeten Heinrich und sein Bruder Philipp in Leun eine Gießerei. Justus und Jacob führten den Osnabrücker Betrieb fort. Zwei der drei 1799 gegossenen Glocken läuten in der evangelischen Kirche zu Welver-Borgeln.
Gottfried Rincker gründete von Leun aus im Rheinland eine weitere Werkstatt. In dieser Zeit gab es noch keine ortsfesten Gießereien, lediglich Sammel-Gussstätten, zu denen die in Affeln und in Westhofen gehörten. Letztere war später von größerer Bedeutung, als Gottfried und Sohn Wilhelm Aufträge für Soest, Hagen (Westfalen), Volmarstein, Attendorn, Castrop, Iserlohn und Dortmund erhielten. Die Gießerei musste wegen fehlender Berufserben aufgelöst werden. Im Jahre 1817 verlagerte sich die Leuner Gießerwerkstatt nach Sinn; dort errichtete Philipp Rincker die gegenwärtig bestehende Gießerei. Sein ältester Sohn, Heinrich Wilhelm Rincker, gründete eine Gießerei in Chicago.
Für den technischen und handwerklichen Aufstieg der Gießerei um 1900 sorgten Heinrichs sechster Sohn Friedrich Wilhelm und dessen Sohn August Rincker. Durch die Freundschaft zu Georg Appun, der seinerzeit verstellbare Stimmgabeln zur Teiltonanalyse von Glocken erfand, erlangte die Gießerei Rincker Weltruhm. Der Erfolg blieb ihnen nur kurz gewährt; der Erste Weltkrieg und die steigende Inflation brachten die Arbeit zum Erliegen. Augusts ältester Sohn Fritz Rincker zog in dieser Zeit nach Ungarn, wo er etwa 2200 Glocken goss. Zusammen mit seinem Bruder Curt führte er das Werk unter dem Namen Gebrüder Rincker in Sinn fort. Nach dem Zweiten Weltkrieg konnten sie die Gießerei unter härtesten Bedingungen wieder aufbauen und ihre Bedeutung in zuvor nicht erreichter Dimension erweitern (im Jahr 1958 waren es rund 10.000 Glocken); das sechsstimmige Geläut von 1960 für die Kaiser-Wilhelm-Gedächtniskirche in Berlin stellte den Höhepunkt der Gießerei Rincker dar. Fritz’ Sohn Hans-Gerd übernahm die Glockengießerei und fügte dieser eine Kunstgießerei hinzu. Seine Söhne Hanns Martin und Fritz Georg leiten das Unternehmen in der inzwischen 13. Generation.

## Kunstgüsse
Ein Bronze-Modell der Wetzlarer Altstadt im Maßstab 1:500 steht seit 2021 in unmittelbarer Nähe zum Haupteingang des Doms. Diese Stadtansicht zeigt auch den ehemaligen Verlauf der Stadtmauer. Es kann von Blinden und Sehbehinderten leicht ertastet werden.
Im Jahr 2021 wurde eine von Rincker gegossene lebensgroße Elvis-Presley-Statue in Bad Nauheim aufgestellt.

## Glocken und Geläute
Seit Beginn der Aufzeichnung im 19. Jahrhundert hat die Gießerei bis Anfang 2014 über 20.000 Glocken gegossen. Aufgeführt werden hier alle Glocken und Geläute, die mit ihrer tontiefsten Glocke in der Kleinen Oktave (h0 und tiefer) liegen, Geläute mit einem besonders großen Umfang (mindestens fünf Glocken) und Glocken mit Denkmalwert (alle vor dem Ersten Weltkrieg gegossenen Glocken).
- Aschaffenburg, St. Laurentius: fünf Glocken von 1949, Schlagtonfolge cis1–f1–e1–gis1–h1
- Baden-Baden, Pauluskirche: fünf Glocken von 1958, Schlagtonfolge es1–ges1–b1–des2–es2
- Bad Homburg, Erlöserkirche: eine Glocke von 1932, Schlagton g1, als Ergänzung zu drei vorhandenen Glocken mit den Schlagtönen g1–d1–e1
- Bad Nauheim, Dankeskirche: vier Glocken von 1955, Schlagtonfolge b0–c1–d1–f1, 10.108 kg schwer[11]
- Bad Rothenfelde, Jesus-Christus-Kirche: insgesamt drei Glocken, eine von 1928, Schlagton b1, zwei von 1954, Schlagtonfolge f1–g1
- Bad Soden, St. Katharina: insgesamt fünf Glocken, vier von 1954, Schlagtonfolge: e1–gis1–h1–cis2, eine von 1957, Schlagton e2
- Bad Vilbel, Christuskirche: sechs Glocken von 1962, Schlagtonfolge: g1–b1–c2–es2–f2–as2
- Balve, St. Blasius: Johannesglocke (Totenglocke) von Johann Jakob Rincker, 1716, Schlagton dis1, 698 kg[sic!] schwer
- Bayreuth, Nikodemuskirche: sechs Glocken 1979, Schlagtonfolge: h1–dis2–fis2–gis2–h2–cis2
- Bendestorf, Lutherische Kirche: sechs Glocken von 1964 Schlagtöne a1–h1–cis3–e3–fis3–gis3
- Bergneustadt, Altstadtkirche: Große Glocke von 1956, Schlagton h0 und mittlere Glocke von Johann Jakob Rincker, 1720, Schlagton dis1
- Baunatal-Hertingshausen, Evangelische Elisabethkirche: Kleine Glocke von Friedrich Wilhelm Rincker, 1908, Schlagton fis2, mit einer Glocke von 1952, Schlagton dis2
- Berlin-Charlottenburg, Kaiser-Wilhelm-Gedächtniskirche: sechs Glocken von 1960, Schlagtonfolge g0–b0–c1–d1–es1–f1, 17.447 kg schwer[12]
- Berlin-Oberschöneweide, St. Antonius von Padua: fünf Glocken von 2023, Schlagtonfolge b0–des1–f1–as1–b1, Ersatz für drei Eisenhartgussglocken
- Berlin-Schöneberg, Apostel-Paulus-Kirche: zwei Glocken von 1958, Schlagtöne a0 und c1, als Ergänzung
- Berlin-Steglitz, Lukaskirche: drei Glocken von 1959, Schlagtonfolge h0–d1–e1
- Bielefeld, Altstädter Nicolaikirche: sechs Glocken von 1962, Schlagtonfolge as0–c1–es1–f1–g1–as1, 11.611 kg schwer. Die Glocken bilden das größte für eine evangelische Kirche gegossene Bronzegeläut der Nachkriegszeit in Westfalen.[13]
- Biedenkopf-Dexbach, Evangelische Kirche: Große Glocke von Friedrich Wilhelm Rincker, 1898, Schlagton a1
- Bonn, Kreuzkirche: fünf Glocken von 1963, Schlagtonfolge a0–c1–d1–f1–g1
- Bremerhaven-Leherheide, Lukaskirche: fünf Glocken von 1966, Schlagtonfolge as1–b1–es2–f2–g2
- Calden-Fürstenwald, Evangelische Kirche: Mittlere Glocke von Friedrich Wilhelm Rincker, 1908, Schlagton d2, mit zwei Glocken von 2009, Schlagtöne b1 und f2
- Darmstadt, Stadtkirche: vier Glocken von 1956, Schlagtonfolge h0–d1–e1–g1, 5.116 kg schwer[11]
- Dillenburg, Evangelische Stadtkirche: drei Glocken von 2024, Schlagtonfolge b0–des1–es1, als Ergänzung zu einer historischen (f1)
- Dortmund-Aplerbeck, Große Kirche Aplerbeck: Kleine Glocke von 1869, Schlagton g1
- Düsseldorf, Johanneskirche: drei Glocken von 1952, Schlagtöne a0, c1 und g1, als Ergänzung
- Düsseldorf-Holthausen, Klarenbachkirche: vier Glocken von 1955, Schlagtonfolge h0–d1–e1–g1
- Erfurt-Löbervorstadt, Thomaskirche: eine Glocke 1962, Schlagton cis1 (einzige Rincker-Glocke in der damaligen DDR)
- Erlangen, St. Markus: insgesamt fünf Glocken, vier 1956, Schlagtonfolge g1–a1–c2–d2, eine 1959, Schlagton: e1
- Eschwege, St. Katharina: insgesamt vier Glocken, eine 1926, Schlagton h1, drei 1958, Schlagtonfolge c1–g1–a1
- Flörsheim am Main, St. Gallus: acht Glocken von 1948, 1966 und 2016, Schlagtonfolge g0–b0–c1–es1–g1–b1–c2 und g2, ca. 11.500 kg schwer[11][14]
- Frankenau-Dainrode, Evangelische Kirche: Glocke von 1837, Schlagton d2
- Frankenberg an der Eder, Liebfrauenkirche: Bürgerglocke von Philipp Rincker, 1837, Schlagton a0, 3.200 kg schwer, 1.710 mm Durchmesser[11]
- Frankfurt am Main, St. Katharinen: vier Glocken von Fritz Rincker, 1954, Schlagtonfolge h0–d1–e1–fis1, 7.943 kg schwer
- Frankfurt am Main, Wartburgkirche: sieben Glocken von 1960, Schlagtonfolge g1–a1–h1–c2–d2–e2–f2, 2.789 kg schwer[11]
- Frankfurt-Dornbusch, Dornbuschkirche: fünf Glocken von 1961, Schlagtonfolge des1–f1–as1–b1–c2
- Frankfurt-Ginnheim, Bethlehemkirche: acht Glocken von 1971, Schlagtonfolge b1–c2–es2–f2–g2–as2–b2–c3
- Frankfurt-Sachsenhausen, Bergkirche: fünf Glocken von 1966, Schlagtonfolge g1–b1–c2–d2–es2
- Frankfurt-Sachsenhausen, Osterkirche: vier Glocken von Fritz Rincker, 1959, Schlagtonfolge h0–d1–e1–fis1, 5.893 kg schwer[11]
- Frielendorf-Schönborn, Glockenträger auf der Glockenwiese: Kleine Glocke von Wilhelm Rincker (Altenstädten), 1755, Schlagton b2
- Friedberg-Ockstadt, St. Jakobus: Große Glocke von 1969, Schlagton h0, als Ergänzung zu vier Glocken d1–fis1–a1–h1 von 1950
- Fulda, Christuskirche: insgesamt fünf Glocken, vier von 1954, Schlagtonfolge e1–fis1–gis1–a1, eine von 1965, Schlagton cis1
- Gelting, St.-Katharinen-Kirche: insgesamt vier Glocken, eine von 1967, Schlagton b1, drei von 2016, Schlagtonfolge f1–c2–d2
- Gießen, Johanneskirche: fünf Glocken aus den Jahren 1853, 1927, 1948 und 1956, Schlagtonfolge a0–c1–d1–e1–g1
- Gießen, St. Bonifatius: Große Glocke von 1994, Schlagton b0, als Ergänzung zu vier Glocken des1–es1–f1–des2 von 1937
- Gnarrenburg, Pauluskirche: eine Glocke von 1957, Schlagton b1, als Ergänzung zu einer g1 vom Bochumer Verein (1870)
- Großen-Linden, evangelische Kirche: Herren- oder Vaterunserglocke as1 aus dem Jahr 1737 von Wilhelm Rincker aus Aßlar
- Großheide-Arle, St. Bonifatius: Große Glocke von 1957, Schlagton h0[15]
- Groß-Gerau, Stadtkirche: insgesamt sechs Glocken, fünf von 1953, Schlagtonfolge d1–f1–g1–b1–c2, eine von 1955, Schlagton d2
- Grüningen, evangelische Kirche: Glocke e1 aus dem Jahr 1737 von Hans u. Wilhelm Anton Rincker aus Aßlar
- Gummersbach, Stadtkirche: Große Glocke von 1979, Schlagton h0
- Haina (Kloster)-Altenhaina, Glockenträger oberhalb des Friedhofs: Glocke von Wilhelm Rincker (Westhofen), 1888, Schlagton es2 (seit 1929 in Altenhaina, zuvor ev. Kirche in Rheinbrohl)
- Hamburg, St. Jacobi: sieben Glocken von 1959, Schlagtonfolge a0–c1–d1–f1–g1–b1–c2
- Hamburg-Borgfelde, Erlöserkirche: fünf Glocken von 1957, Schlagtonfolge f1–g1–b1–c2–b2
- Hamburg-Harburg, St. Johannis: fünf Glocken von 1967, Schlagtonfolge g1–as1–ces2–c2–es2
- Hamburg-Heimfeld, Pauluskirche: vier Glocken von 1963, Schlagtonfolge h0–e1–g1–a1
- Hamburg-Hummelsbüttel, Christophoruskirche: fünf Glocken von 1957, Schlagtonfolge a1–c2–d2–e2–g2
- Hanau, Marienkirche: drei Glocken von 1954 als Ergänzung zu einer Glocke aus dem 18. Jhd., Tonfolge a0–(cis1)–e1–fis1
- Hannover-Sahlkamp, Epiphaniaskirche: fünf Glocken von 1959, Schlagtonfolge c1–es1–as1–b1–c2
- Hildesheim, St. Andreas: Große Glocke von 1963, Schlagton ges0, 6.230 kg schwer, 2170 mm Durchmesser, größte Rincker-Glocke in Deutschland
- Holzheim, evangelisch-reformierte Kirche: Kleine Glocke d2 aus dem Jahr 1846 von P. H. Rincker
- Ingelheim-Oberingelheim, Burgkirche: Kleine Glocke von A. Rincker, 1733, Schlagton es1
- Hoya, Martin-Luther-Kirche: fünf Glocken von 1966, Schlagtonfolge g1–c2–d2–es2–f2
- Kassel, St. Martin: sieben Glocken von 1961, Schlagtonfolge g0–b0–d1–es1–f1–g1–b1, 14.496 kg schwer[11]
- Kelkheim, Stadtkapelle: eine Glocke von 1905, Schlagton des2
- Kiel, Vicelinkirche: drei Glocken von 1965
- Kirchen an der Sieg, Lutherkirche: drei Glocken von 1896, Schlagtonfolge h0–dis1–fis1
- Köln-Braunsfeld, Clarenbachkirche: acht Glocken von 1963, Schlagtonfolge fis1–a1–h1–cis2–d2–e2–fis2–a2, 2.390 kg schwer[16]
- Kulmbach, Petrikirche: fünf Glocken aus den Jahren 1952, 1957 und 1962, Schlagtonfolge h0–d1–e1–fis1–a1
- Lampertheim, Domkirche: sechs Glocken aus dem Jahr 2013, Schlagtonfolge c1–es1–f1–as1–b1–c2
- Landau, Stiftskirche: fünf Glocken von 1953, Schlagtonfolge h0–d1–e1–fis1–a1
- Lengerich, Stadtkirche St. Margareta: zwei Glocken von 1957, Schlagtöne h0 und cis1, als Ergänzung
- Lißberg, evangelische Kirche: eine Glocke e2 von 1686, von Johann Jakob Rincker gemeinsam mit Antonius Fei vor Ort gegossen[17]
- Lübecker Dom: fünf Glocken von 1965, Schlagtonfolge a0–c1–e1–f1–a1, als Ergänzung zu einer Glocke g1 von 1481
- Lübeck, St. Marien: insgesamt fünf Glocken, zwei von 2018, Schlagtonfolge as1–h1, drei von 2023, Schlagtonfolge h0–des1–fis1
- Mainz, Christuskirche: vier Glocken von 1962, Schlagtonfolge h0–d1–e1–fis1, 6.346 kg schwer[11]
- Mannheim, Johanniskirche: Glocke von 1903, Schlagton d1
- Markt Erlbach, St. Kilian: insgesamt fünf Glocken, zwei von 1952, Schlagtonfolge a1–d1, drei von 1980, Schlagtonfolge d1–fis1–e2
- Melle, St. Petri: vier Glocken aus den Jahren 1925, 1953 und 1954, Schlagtonfolge h0–d1–fis1–a1
- Melle-Buer, St. Martinikirche: acht Glocken von 2018, Schlagtonfolge: e1–fis1–gis1–h1–e2–gis2–h2–cis3. Vorgängergeläut: es1–ges1–as1–b1 ebenfalls von Rincker (1948), wegen mangelnder Qualität 2018 ersetzt
- Menslage, St. Marien: Kleine Glocke von 1769, Schlagton e1
- Mönchengladbach-Rheydt, evangelische Hauptkirche: drei Glocken von 1951, Schlagtonfolge b0–des1–es1
- Moormerland-Neermoor, evangelisch-reformierte Kirche: drei Glocken aus den Jahren 1892, 1984 (F. W. Rincker) und 2001 (Gebr. Rincker), Schlagtonfolge h0–cis1–e1[18]
- Neu-Isenburg, Johanneskirche: zwei Glocken von 1968, Schlagtonfolge b0–des1
- Neunkirchen (Saar), Pauluskirche: fünf Glocken von 1963, Schlagtonfolge as1–b1–c2–des2–es2
- Neunkirchen (Saar)-Wellesweiler, Paul-Gerhardt-Kirche: fünf Glocken von 1961, Schlagtonfolge g1–b1–d2–es2–f2
- Niederkleen, evangelische Kirche: eine Glocke von P. H. Rincker 1852, Schlagton f1 und zwei Glocken as1–c2 von 1950 als Ersatz für Rincker-Glocken von 1836 (P. H. Rincker) und 1897 (F. W. Rincker)
- Nördlingen, St. Georg: zwei Glocken von 1960, Schlagtöne h0 und d1, als Ergänzung
- Ober-Hörgern, evangelische Kirche: Große Glocke a1 aus dem Jahr 1683 von Johann Jacob Rincker und Antonius Fei aus Aßlar, älteste belegte Rincker-Glocke[19]
- Ober-Mockstadt, evangelische Kirche: Große Glocke fis1 und Schul-/Vater-Unser-Glocke h2 aus dem Jahr 1692 von Johann Jacob Rincker aus Aßlar
- Oberursel (Taunus), Christuskirche: Große Glocke von 1961, Schlagton h0, 2.234 kg schwer, 1.590 mm Durchmesser[11] (zu e1 von 1949 und d1/fis1 von 2014, alle Rincker)
- Oldenburg, St. Lamberti: insgesamt vier Glocken, zwei von 1925, Schlagtonfolge c1–g1, eine von 1951, Schlagton e1, eine von 1987, Schlagton d1, als Ergänzung zu einer historischen Glocke a1 von 1669
- Osnabrück, St. Marien: fünf Glocken von 1959, Schlagtonfolge gis0–h0–dis1–fis1–gis1, große Glocke 3.980 kg schwer[20]
- Pasewalk, St. Marien: fünf Glocken von 1992, Schlagtonfolge h0–e1–fis1–1–h1, als Ergänzung zu einer Glocke cis1 von 1814
- Pirmasens, Lutherkirche: vier Glocken von 1957, Schlagtonfolge a0–cis1–e1–fis1
- Preetz, Stadtkirche: eine Glocke von 1946 Schlagton h1, zu zwei vorhandenen Glocken e1–gis1, eine der ersten gegossenen Nachkriegsglocken von Rincker
- Radevormwald, evangelisch-reformierte Kirche: drei Glocken von 1959, Schlagtonfolge h0–cis1–e1
- Ratzeburger Dom: sechs Glocken von 2001, Schlagtonfolge ais0–cis1–dis1–fis1–gis1–h1
- Recklinghausen, Gustav-Adolf-Kirche: fünf Glocken von 1959, Schlagtonfolge h1–d2–e2–fis2–g2
- Rotenburg an der Wümme, Michaeliskirche: fünf Glocken von 1967, Schlagtonfolge h1–cis2–fis2–gis2–a2
- Salzkotten, St. Johannes Enthauptung: sechs Glocken von 2017, Schlagtonfolge as0–c1–es1–f1–g1–as1, als Ersatz für fünf Stahlglocken vom Bochumer Verein
- Schenklengsfeld-Malkomes, Bethaus: Glocke von Wilhelm Rincker, 1901, Schlagton h1 (1950 aus der ev. Kirche Sinn übernommen)
- Schleswiger Dom: drei Glocken von 1954 und 1963, Schlagtöne a0, c1 und g1, als Ergänzung
- Schrecksbach, Evangelische Kirche: Große Glocke von Wilhelm Rincker (Altenstädten), 1755, Schlagton fis1
- Schweinfurt, Auferstehungskirche: insgesamt vier Glocken, zwei von 1960, Schlagtöne gis1–h1, eine von 1982 fis1, eine von 1984 cis2
- Siegburg, St. Servatius: eine Glocke von Philipp Rincker, 1768, Schlagton des2
- Soest, St. Maria zur Wiese: Große Dominica von Wilhelm Rincker (Westhofen), 1859, Schlagton d1, ≈1.600 kg schwer, 1.353 mm Durchmesser[21]
- Stade, St. Cosmae et Damiani: sechs Glocken von 1959, Schlagtonfolge: cis1–gis2–ais2–h2–dis3–fis3
- Szeged (Ungarn), Dom: Landesheldenglocke von Fritz Rincker, 1927, Schlagton f0, 8.537 kg schwer.[22] Die größte Glocke Ungarns ist zugleich das größte Gusswerk in der Geschichte der Gießerei Rincker.
- Tübingen, Stiftskirche: Große Glocke von 1963, Schlagton h0
- Uplengen-Remels, St. Martin: Große und kleine Glocke von 1953, Schlagtöne h0 und fis1, als Ergänzung
- Verl, St. Anna: sechs Glocken von 2005, Schlagtonfolge h0–cis1–d1–e1–fis1–h1, 7.175 kg schwer, als Ergänzung
- Vöhl-Buchenberg, Glockenturm im Ort: Kleine Glocke von Friedrich Wilhelm Rincker, 1906, Schlagton b2
- Waldbröl, St. Michael: Glocke von Fritz Rincker, 1922, Schlagton as1
- Wangerland-Wiefels, Evangelisch-lutherische Kirche Wiefels: Kleine Glocke von 1930, Schlagton as1, als Ergänzung zu einer Glocke von 1796, Schlagton f1.[23][24]
- Wächtersbach-Aufenau, Martin-Luther-Kirche: insgesamt fünf Glocken, vier von 1965, Schlagtonfolge f1–as1–des2–es2, eine von 1968, Schlagton f2
- Weinstadt-Beutelsbach, Stiftskirche: Große Glocke von 2001, Schlagton h0
- Wernborn, St. Pankratius: Kleine Glocke c2 aus dem Jahr 1898 von F. W. Rincker aus Sinn (zwei Glocken g1 und b1 aus dem gleichen Guss im Ersten Weltkrieg konfisziert)
- Wetter-Volmarstein, Dorfkirche: Kleine Glocke von Wilhelm Rincker (Westhofen), 1820er Jahre, Schlagton g1
- Wiesbaden, Marktkirche: vier Glocken von 1961/62, Schlagtonfolge h0–d1–e1–fis1, 6.244 kg schwer, als Ergänzung zu einer Glocke a1 von 1862[11]
- Worms, Dreifaltigkeitskirche: Große Glocke von 1953, Schlagton a0
- Worms, Dom St. Peter: fünf Glocken von 2018, Schlagtonfolge h0–d1–a1–h1–d2, 5.970 kg schwer, als Ergänzung
- Worms, St. Amandus: eine Glocke von 1705, Schlagton d2
- Wuppertal-Cronenberg, Reformierte Kirche: drei Glocken von 1953, Schlagtonfolge h0–d1–e1
- Wuppertal-Elberfeld, Alte Kirche am Kolk: sechs Glocken aus den Jahren 1954, 1955, 1963, 1968 und 1984, Schlagtonfolge h0–d1–e1–fis1–a1–h1
- Wuppertal-Vohwinkel, evangelische Kirche: drei Glocken von 1957, Schlagtonfolge c1–f1–g1, als Ergänzung
- Zarpen, Evangelische Dorfkirche: Große Glocke von 1959, Schlagton h0, als Ergänzung zu einer Glocke d1 von 1744